# Пісочний чоловік (телесеріал)
«Пісочни́й чолові́к» (англ. The Sandman) — британський фентезійний телесеріал 2022 року, заснований на однойменних коміксах 1989—1996 років авторства Ніла Ґеймана та опублікованих компанією DC Comics. Розробкою серіалу для потокового сервісу Netflix займалися Аллан Гейнберг. Також він разом із Ґейманом та Девідом С. Ґоєром виконували функції виконавчих продюсерів. За створення серіалу відповідали DC Entertainment та Warner Bros. Television. Як і комікс, «Пісочний чоловік» розповідає історію про Сон, головного Пісочного чоловіка. Головні ролі виконує Том Старрідж, а Гвендолін Крісті, Вів'єн Ачеампонг, Бойд Голбрук, Чарлз Денс, Асим Чаудрі та Санджієв Бхаскар засвітилися у другорядних ролях. Прем'єра відбулася 5 серпня 2022 року.
Зусилля з адаптації фільму «Піщаний чоловік» розпочалися в 1991 році й довгі роки провели у виробничому пеклі. У 2013 році Ґойер почав екранізацію серіалу для Warner Bros. Ґоєр і Ґейман збиралися знімати разом з Джозефом Гордон-Левіттом, якого планували долучити до акторів. Однак у 2016 році Гордон-Левітт відмовився через творчі розбіжності. Через довготривалу розробку фільму Warner Bros. переніс свою увагу на телебачення. У червні 2019 року Netflix підписала угоду про виробництво серіалу, зйомки тривали з жовтня 2020 року по серпень 2021 року. 11-та серія вийшла через два тижні, 19 серпня 2022 року. У листопаді 2022 року серіал продовжили на другий сезон.

## Сюжет
У 1916 році Сон, король історій і один із семи «Безмежних», потрапляє в окультний ритуал. Після 105-річного полону у 2021 році він рятується втечею і збирається навести порядок у Маренні — своєму царстві Снів.

## Актори та персонажі
| Актор                  | Роль                      | Опис |
| ---------------------- | ------------------------- | --- |
| Том Старрідж           | Морфей/Сон                | Король снів |
| Гвендолін Крісті       | Люцифер, Володар Пекла    | Втілення серіального Люцифера набагато ближче до оригінального зображення персонажа в коміксах, ніж його зображення у телевізійному серіалі Люцифер 2016 року                                                 |
| Вів’єн Ачеампонг       | Люсьєна, бібліотекар Снів | Персонаж має іншу стать, ніж Люсьєна у коміксах. |
| Бойд Голбрук           | Коринтянин                | кошмар, який втік зі Снів |
| Чарлз Денс             | Родерік Берджесс          | Окультист-шарлатан |
| Асим Чаудрі            | Авель                     | Мешканець Снів, заснований на біблійному Авелі |
| Санджеєв Бхаскар       | Каїн                      | Мешканець Снів та брат Авеля, заснований на біблійному Каїні |
| Кірбі Гауелл-Батист    | Смерть                    | Добріша і мудріша сестра Сну. |
| Мейсон Александер Парк | Жадання                   | Андрогінний брат та суперник Сну, брат-близнюк Страждання |
| Донна Престон          | Страждання                | Сестра Сну, сестра-близнючка Жадання |
| Дженна Коулман         | Джоанна Костянтин         | Окультний детектив і предок Джона Костянтина Коулман грає дві версії персонажа, одну в XVIII столітті та іншу в наші дні                                                                                      |
| Джоелі Річардсон       | Етель Кріппс              | Кохана Берджесса і мати Джона Ді |
| Девід Тьюліс           | Джон Ді / Доктор Доля     | Божевільний син Кріппса, намагання якого знайти «істину» ставить під загрозу світ. Ґейман описав Ді як персонажа, "який міг би розбити ваше серце і зберегти вашу симпатію, відвозячи вас у найтемніші місця" |
| Кіо Ра                 | Роуз Вокер                | Молода жінка, яка шукає свого загубленого брата і стає здобиччю Коринтянина |
| Стівен Фрай            | Гілберт                   | Чарівний охоронець Вокер |
| Разане Джаммаль        | Літа Голл                 | Подруга Вокер та вдова Гектора Голла |
| Сандра Джеймс-Янг      | Юніті Кінкейд             | Покровителька Вокер, яка нещодавно прокинулася від багатовікового сну |
| Петтон Освальт         | Метью (голос)             | Крук, посланець Сну |

## Український дубляж
| Актор дубляжу      | Серія        | Серія        | Серія      | Серія        | Серія   | Серія        | Серія              | Серія      | Серія         | Серія         |
| Актор дубляжу      | 1            | 2            | 3          | 4            | 5       | 6            | 7                  | 8          | 9             | 10            |
| ------------------ | ------------ | ------------ | ---------- | ------------ | ------- | ------------ | ------------------ | ---------- | ------------- | ------------- |
| Павло Скороходько  | Сон          | Сон          | Сон        | Сон          | Сон     | Сон          | Сон                | Сон        | Сон           | Сон           |
| Дмитро Терещук     | Коринтянин   | Коринтянин   | Коринтянин |              |         |              | Коринтянин         | Коринтянин | Коринтянин    | Коринтянин    |
| Олександр Ігнатуша | Родерік      |              |            |              |         |              |                    |            |               |               |
| Володимир Плахов   |              | Авель        |            |              |         |              | Край Розваг        |            | Край Розваг   | Край Розваг   |
| Андрій Вільколек   |              | Каїн         |            |              |         |              |                    |            |               |               |
| Наталія Ярошенко   |              |              |            | Люцифер      |         |              |                    |            |               | Люцифер       |
| Юлія Шаповал       |              |              | Джоанна    |              |         | леді Джоанна |                    |            |               |               |
| Андрій Альохін     |              | Джонг        | Джонг      | Джонг        | Джонг   |              | Німрод             |            | Німрод        | Німрод        |
| Євген Лісничий     | Алекс        |              |            |              | Жадання | Жадання      | Жадання            |            |               |               |
| Людмила Ардельян   |              | Етель        | Етель      |              |         |              |                    |            |               |               |
| Оксана Гринько     | молода Етель | молода Етель | Рейчел     |              |         |              | Хороший Лікар      |            | Хороший Лікар | Хороший Лікар |
| Тимофій Марченко   | юний Алекс   |              |            |              |         |              | Джед               | Джед       | Джед          | Джед          |
| Юрій Висоцький     | Гетевей      |              |            |              |         |              |                    |            |               |               |
| Дмитро Гаврилов    | Сайкс        | Сайкс        |            |              | Ґаррі   |              |                    |            |               |               |
| Ольга Гриськова    | Люсьєна      | Люсьєна      |            |              |         |              | Люсьєна            | Люсьєна    | Люсьєна       | Люсьєна       |
| Юлія Бондарчук     |              |              | Астра      |              |         |              |                    |            |               |               |
| Дмитро Завадський  |              |              | Меттью     | Меттью       | Меттью  |              | Меттью             | Меттью     | Меттью        | Меттью        |
| Ольга Радчук       |              |              |            | Розмарі      |         |              | Міранда (як Клона) |            |               |               |
| Андрій Мостренко   |              |              |            | Сквоттерблот |         |              | Барнабі            | Барнабі    |               | Азазель       |
| Роман Молодій      |              |              |            | Хоронзон     |         |              |                    |            |               |               |
| Аліна Проценко     |              |              |            |              | Бетті   |              |                    |            |               |               |
| Катерина Буцька    |              |              |            |              | Кейт    |              | Кларіс             | Кларіс     |               |               |
| Володимир Гурін    |              |              |            |              | Марк    |              |                    |            |               |               |
| Михайло Тишин      |              |              |            |              | Марш    | Гоб          | Гектор             | Гектор     | Гектор        |               |
| Єлизавета Мастаєва |              |              |            |              | Роуз    |              | Роуз               | Роуз       | Роуз          | Роуз          |
| Юлія Перенчук      |              |              |            |              |         |              | Літа               | Літа       | Літа          | Літа          |
| Ніна Касторф       |              |              |            |              |         |              | Юніті              | Юніті      | Юніті         | Юніті         |
| Юрій Кудрявець     |              |              |            |              |         |              | Хел                | Хел        | Хел           | Хел           |
| Вячеслав Хостікоєв |              |              |            |              |         |              | Кен                | Кен        | Кен           | Кен           |
| Анна Дончик        |              | Панна        |            |              | Джуді   |              | Барбі              | Барбі      | Барбі         | Барбі         |
| Антоніна Хижняк    |              |              |            |              |         | Смерть       |                    |            |               |               |
| Олена Узлюк        |              | Матір        |            |              |         |              |                    |            |               |               |
| Олег Лепенець      |              |              |            |              |         |              | Ґілберт            |            | Ґілберт       | Ґілберт       |
| Іван Розін         |              |              |            |              |         |              |                    |            | Буґімен       |               |
| Людмила Суслова    |              | Стара        |            |              |         |              |                    |            |               |               |

А також: Марія Кокшайкіна, Дмитро Буяльський, Діна Куца, Ігор Іванов, Роман Солошенко, Вікторія Бакун, Дмитро Тварковський, Максим Кондратюк, Михайло Войчук, Анастасія Назарова.
Серіал дубльовано студією «Le Doyen Studio» на замовлення компанії «Netflix» у 2022 році.
- Режисер дубляжу — Павло Скороходько
- Перекладач — Олексій Кондратюк
- Спеціаліст зі зведення звуку — Михайло Угрин
- Менеджерка проєкту — Людмила Король

## Список серій
| № серії | Назва серії                       | Режисер(и)                  | Teleplay by                                 | Оригінальна дата виходу |
| ------- | --------------------------------- | --------------------------- | ------------------------------------------- | ----------------------- |
| 1       | «Сон праведника»                  | Майк Баркер                 | Ніл Ґейман & Девід С. Ґоєр & Аллан Гейнберг | 5 серпня 2022           |
| 2       | «Недосконалі господарі»           | Джеймі Чайлдс               | Аллан Гейнберг                              | 5 серпня 2022           |
| 3       | «Мрій про мене»                   | Джеймі Чайлдс               | Джим Камполонго                             | 5 серпня 2022           |
| 4       | «Надія в пеклі»                   | Джеймі Чайлдс               | Остін Гусман                                | 5 серпня 2022           |
| 5       | «24/7»                            | Джеймі Чайлдс               | Амені Роза                                  | 5 серпня 2022           |
| 6       | «Шелест її крил»                  | Майрзі Алмас                | Лорен Белло                                 | 5 серпня 2022           |
| 7       | «Ляльковий будинок»               | Андрес Баїс                 | Гетер Беллсон                               | 5 серпня 2022           |
| 8       | «Фальшива сім'я»                  | Андрес Баїс                 | Олександр Ньюман                            | 5 серпня 2022           |
| 9       | «Колекціонери»                    | Коралі Фаржа                | Ванесса Джеймс Бентон                       | 5 серпня 2022           |
| 10      | «Загублені серця»                 | Луїза Гупер                 | Джей Франклін                               | 5 серпня 2022           |
| 11      | «Сон про тисячу котів / Калліопа» | Хіско Халсінг і Луїза Гупер | Кетрін Сміт-Макмаллен                       | 19 серпня 2022          |

## Виробництво

### Розробка

#### Створення фільму
Спроби адаптувати «Пісочного чоловіка», американського коміксу пера Ніла Ґеймана, виданий DC Comics з 1989 по 1996 рік, варилися у виробничому пеклі ще з 1990-х років.
У 1991 році Ґеймана запитали про екранізацію корпоративного «брата» DC — Warner Bros., звертатися до якого він побоювався. Розробка екранізації почалася в 1996 році, коли режисером був Роджер Евері, а за сценарій відповідали Тед Елліот і Террі Россіо. Сценарій Елліота та Россіо об'єднав перші дві сюжетні лінії Пісочного чоловіка, «Прелюдії й ноктюрни» та «Ляльковий дім», в одну історію. Хоча Ґейману сподобався сценарій, Ейвері та продюсер Джон Пітерс не змогли домовитися, тому Ейвері було звільнено. Сценарій Sandman 1998 року, написаний Вільямом Фармером, Ґейман назвав:
|  | ...не тільки найгіршим сценарієм Пісочного чоловіка, який я коли-небудь бачив, але й, певно, найгіршим сценарієм, який я коли-небудь читав. |

Сценарій Фармера мав радикальні відмінності. Він радикально відрізнявся від першоджерела, наприклад, подавав Сон як лиходія і зробив його братом Люцифера Морнінгстара.
Прочитавши сценарій Фермера, Ґейман став сумніватися, що «Пісочний чоловік» буде хоч колись адаптований до фільму. У 2007 році він зазначив, що «радше не побачить жодного фільму про Пісочного чоловіка, ніж поганий», але додав, що «[відчуває], що скоро настане час для фільму про Пісочного чоловіка. Нам потрібен хтось, хто має таку ж одержимість першоджерелом, як Пітер Джексон з „Володарем перснів“, або Сем Реймі з „Людиною-павуком“». Він сказав, що легко міг уявити, як Террі Гілліам режисує адаптацію: «Я завжди дав би Террі Гілліаму все, завжди, тому, якщо Террі Гілліам коли-небудь захоче зняти „Пісочного чоловіка“, то Террі Гілліам повинен зняти „Пісочного чоловіка“». У 2013 році президент DC Entertainment Даян Нельсон заявила, що фільм про Пісочного чоловіка був проєктом, який вона вважала пріоритетним, вважаючи перспективу настільки ж гарною, що й для всесвіту Гаррі Поттера.
Девід С. Ґоєр, який допомагав у створенні франшизи про Бетмена, у 2013 році подав екранізацію «Пісочного чоловіка» до Warner Bros. і до лютого 2014 року збирався продюсувати фільм разом із Джозефом Гордоном-Левіттом та Ґейманом, із Джеком Торном як сценариста. Warner Bros. планували, що Гордон-Левітт займе головну роль і, можливо, крісло режисера. Продюсування фільму планувалося компанією New Line Cinema в рамках групи фільмів Vertigo від DC, окремо від розширеного всесвіту DC. Еріка Гейсерера найняли у березні 2016 року для переписування сценарію фільму; одразу після цього Гордон-Левітт покинув зйомки через свої розбіжності з Warner Bros. щодо творчої режисури фільму. У листопаді наступного року Гайссерер закінчив роботу, але також пішов, заявивши, що проєкт має бути серіалом HBO, а не фільмом:
|  | «Я ... прийшов до висновку, що найкраща версія цієї екранізації - серіал HBO або мінісеріал, але аж ніяк не як повнометражний фільм, навіть не як трилогія. Структура художнього фільму насправді не збігається з цим». |

#### Перехід на телебачення
У зв'язку з тривалою розробкою фільму, у 2010 році DC Entertainment зосередили увагу на розробці телевізійної адаптації. Кінорежисер Джеймс Менголд запропонував HBO концепцію серіалу, консультуючись з Ґейманом на неофіційній основі, але це закінчилось невдало. У вересні 2010 року повідомлялося, що Warner Bros. Television ліцензує права на виробництво телесеріалу, і що творець «Надприродного» Ерік Кріпке був їхнім кращим кандидатом для адаптації саги. Пізніше Ґейман зізнався, що не схвалює позицію Кріпке, і розробка телевізійної адаптації зупинилася, оскільки фільм Гойєра успішно розвивався.
У червні 2019 року Netflix підписав угоду з Warner Bros. на виробництво серіалу та замовив одинадцять епізодів. Як повідомляє The Hollywood Reporter, Warner Bros. вели перемовини з кількома мережами, включаючи HBO, який відмовився просувати шоу через його великий бюджет. Netflix «перехопив» його як частину своїх намагань отримати велику інтелектуальну власність та залучити підписників. Серіал розроблявся Алланом Гейнбергом, який також вказаний як виконавчий продюсер разом з Ґейманом і Ґойєром. Ґейман сказав, що до розробки він буде залучений більше, ніж до телеадаптації його «Американських богів», але менше, ніж до адаптації «Добрих передвісників».